# Yıldıray Baştürk
Yıldıray Baştürk [jelderaj baštyrk] (* 24. prosince 1978, Herne, Západní Německo) je bývalý turecký fotbalový záložník a reprezentant.

## Reprezentační kariéra
V A-týmu Turecka debutoval 21. 1. 1998 v přátelském utkání v Antalyi proti Albánii (prohra 1:4).
Zúčastnil se MS 2002 v Japonsku a Jižní Koreji (zisk bronzové medaile) a Konfederačního poháru FIFA 2003 ve Francii.
Celkem odehrál v letech 1998–2008 v tureckém národním týmu 49 zápasů a vstřelil 2 branky.